# Le Monde
Le Monde (česky Svět) je francouzský středolevicový večerník založený Hubertem Beuve-Mérym (1902–1989), předválečným poradcem československého ministerstva zahraničních věcí.

## Historie
Zakladatel listu Hubert Beuve-Méry v letech 1928–1939 přednášel mezinárodní právo na Francouzském institutu v Praze a pracoval jako dopisovatel oficiálního deníku francouzského ministerstva zahraničí Le Temps. V roce 1938 na protest proti Mnichovské dohodě redakci opustil. Večerník Le Monde vznikl na popud Charlese de Gaulla a měl nahradit starší list Le Temps. Ten vycházel v letech 1861–1942 a během německé okupace Francie byl obviňován se spolupráce s nacistickým režimem. První výtisk vyšel 18. prosince 1944 jako jeden oboustranně potištěný list, jakožto  u večeník je na něm ovšem uveden datum 19. prosince.
Od 19. prosince 1995 je Le Monde přístupný na internetu. Tento politicky nezávislý deník koupili v roce 2010 tři podnikatelé, novináři však přes svou menšinu ve vedení mají právo veta. V roce 2011 dosahoval průměrný náklad přes 324 000 výtisků a patří mezi nejčtenější francouzské noviny. Původně byl zaměřen na publikování analýz a názorů. V roce 2008 v něm pracovalo 560 zaměstnanců, z toho 340 redaktorů. V březnu 2013 se v pořadí desátou šéfredaktorkou v historii listu stala Natalie Nougayrède. Svou novinářskou kariéru začínala v roce 1991 jako dopisovatelka deníku Libération a BBC v Československu.
Od roku 1972 pracuje pro list karikaturista Jean Plantureux (známý jako Plantu), který v roce 2011 vystavoval své kresby v Praze.

## Vlastnická struktura
V červnu 2010 převzala skupina tří podnikatelů rozhodující vlastnické podíly na vydavatelství listu. Jsou to Matthieu Pigasse, Pierre Bergé a Xavier Niel. Niel je druhem Delphine Arnaultové, dcery nejbohatšího občana Francie Bernarda Arnaulta. Xavier Niel a Delphine Arnault jsou přáteli prezidenta Emmanuela Macrona. 25. října 2018 oznámil Matthieu Pigasse, že schválil prodej 49 % svých akcií ve společnosti Le Nouveau Monde českému podnikateli Danielovi Křetínskému.